# Franz Hofer
Pour les articles homonymes, voir Franz Hofer (homonymie) et Hofer.
Franz Hofer, né le 27 novembre 1902 à Hofgastein (Salzbourg) et mort le 18 février 1975 à Mülheim an der Ruhr, était un homme politique du parti nazi. Il a exercé par ailleurs la fonction de Gauleiter et Reichsstatthalter du Reichsgau Tyrol-Vorarlberg puis de commissaire de la zone d'opérations des Préalpes.

## Biographie
Fils d'un hôtelier, Hofer a passé sa scolarité à Innsbruck. Après avoir été marchand pendant neuf ans, il adhère au NSDAP autrichien en septembre 1931. Il gravit rapidement les échelons et devient Gauleiter du Tyrol en novembre 1932. Après avoir joué un rôle dans la préparation de l'Anschluss, il est nommé Reichsstatthalter le 1er septembre 1940.
En 1943, après la chute de Mussolini et la conclusion de l'armistice de Cassibile, Hofer est nommé à la tête de la zone d'opérations des Préalpes, couvrant son Gau et les provinces italiennes de Trente, Bolzano et Belluno. En novembre 1944, il propose dans un mémoire remis à Hitler la création de la « forteresse des Alpes ».
Capturé le 6 mai 1945 à Hall par les troupes américaines, il est condamné pour ses activités durant le régime nazi par l'Autriche et un tribunal de dénazification. Cependant, il se soustrait à la peine en prenant la fuite vers l'Allemagne de l'Ouest.